# هورتون سميث
هورتون سميث (بالإنجليزية: Horton Smith)‏ هو لاعب غولف أمريكي، ولد في 22 مايو 1908 في سبرينغفيلد في الولايات المتحدة، وتوفي في 15 أكتوبر 1963 في ديترويت في الولايات المتحدة بسبب لمفوما.

## وصلات خارجية
- هورتون سميث على موقع إن إن دي بي (الإنجليزية)